# Лучешть
Лучешть (рум. Lucești) — село в Кагульском районе Молдавии. Относится к сёлам, не образующим коммуну.

## География
Село расположено на высоте 100 метров над уровнем моря. Через село, по направлению с северо-запада на юго-восток протекает река Лучешть (правый приток реки Большая Салчия, бассейн реки Ялпуг).

## История
Село Лучешть впервые упоминается в 1519 году под названием Лучань. В 1870 году в селе было зарегистрировано 17 дворов с 104 жителями.
В советский период в селе действовала бригада в составе колхоза «Мичурин» с правлением в селе Тэтэрешть. В Лучешть были открыты восьмилетняя школа, клуб с киноустановкой, библиотека, почтовое отделение, детский сад, магазин.

## Население
По данным переписи населения 2004 года, в селе Лучешть проживает 650 человек (314 мужчины, 336 женщин).
Этнический состав села:
| Национальность | Число жителей | Процентный состав |
| -------------- | ------------- | ----------------- |
| украинцы       | 375           | 57.69             |
| молдаване      | 165           | 25.38             |
| русские        | 61            | 9.38              |
| болгары        | 25            | 3.85              |
| цыгане         | 8             | 1.23              |
| гагаузы        | 3             | 0.46              |
| прочие         | 13            | 2.0               |
| Всего          | 650           | 100 %             |